# Gloryette Clark
Gloryette Patricia Clark (* 17. März 1934; † 8. Juni 2014) war eine US-amerikanische Filmeditorin und Drehbuchautorin.

## Leben und Werk
Nach dem Abschluss an der Van Nuys High School arbeitete Gloryette Clark zunächst bei Disney und später bei Universal. 1970 begann ihre Zusammenarbeit mit Roy Huggins. Ihre Filmographie als Autorin besteht ausschließlich aus Serien, in denen Huggins eine wesentliche Rolle spielte, wie The Bold Ones: The Lawyers, Alias Smith und Jones,  Detektiv Rockford – Anruf genügt oder Baretta, bei denen sie jeweils auch als Filmeditorin tätig war. Sie war auch an anderen Produktionen von Huggins als Filmeditorin tätig. Dies waren mehrere Fernsehfilme, wie zum Beispiel This Is the West that Was oder The Invasion of Johnson County, aber auch die Serie Hunter. Andere Autoren und Produzenten mit denen sie zusammenarbeitete waren Glen A. Larson (zum Beispiel Alias Smith und Jones und Ein Fall für Professor Chase) und Stephen J. Cannell (zum Beispiel Detektiv Rockford – Anruf genügt, Baretta, Die Schnüffler, The Greatest American Hero,  Hardcastle & McCormick, Das A-Team und Trio mit vier Fäusten). In der Serie Trio mit vier Fäusten trat sie 1984 das einzige Mal in ihrer Karriere als Regisseurin auf – in der Folge 1x06 Diamods Are for Never. Gloryette Clark starb am 8. Juni 2014 an der Parkinson-Krankheit. Sie hinterließ zwei Söhne, elf Enkel und zwei Urenkel.

## Filmographie (Auswahl)

### Filmeditorin
- 1970–1972: The Bold Ones: The Lawyers (Folgen 2x03, 2x07 und 3x10)
- 1971–1972: Alias Smith und Jones (Alias Smith and Jones, 8 Folgen)
- 1973–1974: Toma (Pilot und Folge 1x09)
- 1974: Detektiv Rockford – Anruf genügt (The Rockford Files, Folge 1x09)
- 1974: This Is the West that Was (Fernsehfilm)
- 1975–1977: Baretta (8 Folgen)
- 1976: The Invasion of Johnson County (Fernsehfilm)
- 1980: Die Schnüffler (Tenspeed and Brown Shoe, Folge 1x01)
- 1981–1982: The Greatest American Hero (4 Folgen)
- 1983: Ein Fall für Professor Chase (Manimal, Folge 1x01)
- 1983–1985: Das A-Team (The A-Team, Folgen 1x03 und 3x24)
- 1984: Hardcastle & McCormick (Hardcastle and McCormick, Folgen 1x14, 1x16 und 1x23)
- 1985: Trio mit vier Fäusten (Riptide, Folge 2x11)
- 1987–1988: Hunter (6 Folgen)

### Drehbuchautorin
- 1970–1972: The Bold Ones: The Lawyers (Folgen 2x03 und 3x10)
- 1972: Alias Smith und Jones (Alias Smith and Jones, Folgen 3x04 und 3x07)
- 1974: Toma (Folge 1x17)
- 1974: Detektiv Rockford – Anruf genügt (The Rockford Files, Folge 1x10)
- 1975: Baretta (Folge 1x12)
- 1976: City of Angels (Folgen 1x08 und 1x11)

## Auszeichnung
Bei der Primetime-Emmy-Verleihung 1972 war Gloryette Clark in der Kategorie Bestes Filmediting in einer Serie oder einer einzelnen Folge einer Serie zusammen mit Richard Bracken und J. Terry Williams für The Bold Ones: The Lawyers nominiert. Der Preis ging an Edward M. Abroms für Columbo.